# Elliott Bennett
Elliott Bennett (Telford, Inglaterra, 18 de diciembre de 1988) es un futbolista inglés. Juega de centrocampista y su equipo es el Shifnal Town F. C. de la Midland Football League de Inglaterra.

## Trayectoria
Bennett se unió a las inferiores del Wolverhampton Wanderers a la edad de nueve años y firmó su primer contrato profesional con el club en marzo de 2007, aunque nunca debutó con los Wolves. El club lo envió a préstamo al Crewe Alexandra para la temporada 2007-08 y dos veces al Bury FC. 
Fichó por el Brighton & Hove Albion el 20 de agosto de 2009.
Llegó al Norwich City el 14 de junio de 2011 donde firmó por tres años.

### Blackburn Rovers
El 5 de enero de 2016 fichó por el Blackburn Rovers por dos años y medio. Anotó su primer gol para los Rovers el 27 de febrero en la victoria por 3-2 al Milton Keynes Dons.
Renovó contrato con el club el 5 de octubre de 2017 y nuevamente el 16 de noviembre de 2018 por dos años y medio.

### Shrewsbury Town
El 17 de junio de 2021 fichó por el Shrewsbury Town de la English Football League One.

## Selección nacional
Bennett tiene descendencia jamaicana por parte de sus abuelos. Fue llamado a la selección de Jamaica el 27 de febrero de 2015 para los encuentros amistosos contra Venezuela y Cuba.

## Clubes
Actualizado al último partido disputado el 27 de abril de 2024.
| Club                                  | País       | Año       | PJ  | Goles |
| ------------------------------------- | ---------- | --------- | --- | ----- |
| Wolverhampton Wanderers F. C.         | Inglaterra | 2007-2009 | 0   | 0     |
| Crewe Alexandra F. C. (cesión)        | Inglaterra | 2007-2008 | 9   | 1     |
| Bury F. C. (cesión)                   | Inglaterra | 2008      | 19  | 1     |
| Bury F. C. (cesión)                   | Inglaterra | 2008-2009 | 49  | 3     |
| Brighton & Hove Albion F. C.          | Inglaterra | 2009-2011 | 100 | 17    |
| Norwich City F. C.                    | Inglaterra | 2011-2016 | 80  | 3     |
| Brighton & Hove Albion F. C. (cesión) | Inglaterra | 2014      | 7   | 0     |
| Bristol City F. C. (cesión)           | Inglaterra | 2015      | 15  | 0     |
| Blackburn Rovers F. C.                | Inglaterra | 2016-2021 | 178 | 8     |
| Shrewsbury Town F. C.                 | Inglaterra | 2021-2024 | 122 | 3     |
| Shifnal Town F. C.                    | Inglaterra | 2024-     |     |       |

## Palmarés

### Títulos nacionales
| Título              | Club                         | País       | Año     |
| ------------------- | ---------------------------- | ---------- | ------- |
| Football League One | Brighton & Hove Albion F. C. | Inglaterra | 2010-11 |